# Хэбэй (Тяньцзинь)
Хэбэ́й (кит. упр. 河北, пиньинь Héběi, буквально: «к северу от реки Хайхэ») — район городского подчинения города центрального подчинения Тяньцзинь (КНР).

## Язык
Местные жители говорят на тяньцзиньском диалекте.

## История
Во времена чжурчжэньской империи Цзинь здесь, в районе «морского устья трёх соединяющихся» был возведён острог Чжигучжай (直沽寨) — первая официальная постройка на территории Тяньцзиня. При монгольской империи Юань острог Чжигучжай был преобразован в посёлок Хайцзинь (海津镇). В 1406 году здесь разместилась «Правая охрана небесного брода» («Тяньцзинь ювэй», 天津右卫).
В 1949 году здесь были созданы Район №2 и Район №3. В 1958 году они были объединены в район Хэбэй. В 1966 году район был переименован в Вэйдун (卫东区), но в 1968 году ему было возвращено прежнее название.

## Административное деление
Район Хэбэй делится на 10 уличных комитетов.

## Достопримечательности
- Церковь Ванхайлоу
- Дом-музей Цао Юя
- Тяньцзиньский парк имени Сунь Ятсена
- Парк Бэйнин
- Тяньцзиньский Северный вокзал